# 2002年5月逝世人物列表
2002年逝世人物列表：1月 - 2月 - 3月 - 4月 - 5月 - 6月 - 7月 - 8月 - 9月 - 10月 - 11月 - 12月
2002年5月逝世人物列表，是用於匯總2002年5月期間逝世人物的列表。

## 依日期排序

### 1日
- 阿德·白求恩，88歲，美國天主教禮儀藝術家。[1]
- Aspy Engineer，89歲，印度空軍軍官。
- 約翰·內森·特納（John Nathan-Turner），54歲，英國電視製片人（異世奇人），感染。[2]
- 湯姆·薩頓（Tom Sutton），65歲，美國漫畫家（吸血鬼、奇異博士、幽靈車神），心臟病發作。
- Roger Teillet，89歲，加拿大政治家。

### 2日
- 羅莎·加西亞·阿斯科特，100歲，西班牙作曲家和鋼琴家。
- 彼得·湯瑪斯·鮑爾（Peter Thomas Bauer），86歲，匈牙利裔英國經濟學家。[3]
- 奥利弗·库克（Olive Cook），90歲，英國作家和藝術家，癌症。[4]
- Constanța Crăciun，88歲，羅馬尼亞政治家和教育家。
- Devika，59歲，印度女演員，心臟病發作。
- 卡爾·黑格，92歲，丹麥演員。
- 郎雄，72歲，台灣電影和電視演員，肝衰竭。[5]
- 伊澤特·薩拉伊利奇，72歲，波士尼亞哲學史學家、散文家和詩人。[6]
- 羅恩·索布爾（Ron Soble），70歲，美國電影和電視演員。
- 理查·斯圖克倫，85歲，德國政治家，聯邦議院議長。
- 裘蒂·托爾，44歲，美國女演員、作家和喜劇演員，黑色素瘤。
- W. T. Tutte，84歲，二戰期間的英裔加拿大密碼學家和數學家。

### 3日
- 小利文斯頓·畢德爾（Livingston L. Biddle， Jr.），83歲，美國作家和藝術資助推動者。[7]
- 瑪律科姆·博斯（Malcolm Bosse），75歲，美國作家，以其以亞洲為背景的歷史小說而聞名。[8]
- 芭芭拉·卡素爾（Barbara Castle），91歲，英國工黨政治家和女性生活同伴。[9]
- 穆罕默德·哈吉·易卜拉欣·埃加爾，73歲，索马里兰總統兼索马里共和国前總理。[10]
- Mohan Singh Oberoi，103歲，印度酒店經營者和零售商。[11]
- 叶夫根尼·斯韦特拉诺夫，73歲，俄羅斯指揮家、作曲家和鋼琴家。[12]
- Mariana Yampolsky，76歲，墨西哥攝影師。[13]

### 4日
- Don Allard，66歲，美式橄欖球運動員（纽约喷气机、新英格兰爱国者）和教練。[14]
- 克拉倫斯·波士頓，85歲，美國大學橄欖球教練，1949 年至 1964 年擔任新罕布希爾野貓隊主教練。[15]
- 埃內斯托·迪亞斯（Ernesto Díaz），49歲，哥倫比亞足球運動員。[16]
- 約翰·哈斯特德，81歲，英國物理學家和民間音樂家。[17]
- 約翰·科恩，76歲，美國作家和製片人，癌症。[18]
- 羅爾夫·弗裡德曼·保羅斯（Rolf Friedemann Pauls），86歲，德國外交官。[19]
- 伊丽莎白·拉泽尔，85歲，美國女演員。
- Gerónimo Saccardi，52歲，阿根廷足球運動員和經理，心臟病發作。
- Abu Turab al-Zahiri，79歲，阿拉伯裔印度沙烏地阿拉伯作家。

### 5日
- 蘭迪·安德森（Randy Anderson），42歲，美國摔跤裁判，睾丸癌。
- 雨果·班澤爾，75歲，玻利維亞政治家，玻利維亞獨裁者（1971 年至 1978 年），玻利维亚总统（1997 年至 2001 年），肺癌。[20]
- 迪克·法爾曼，85歲，美國職業橄欖球運動員（華盛頓州，華盛頓紅皮）。[21]
- 安德列·羅斯托茨基，45歲，蘇聯和俄羅斯演員、電影導演、編劇和電視節目主持人，墜落。
- 克拉倫斯·塞諾萊特，83歲，多米尼克總統（1983—1993年）。
- 喬治·西德尼，85歲，美國電影導演（Bye Bye Birdie、Viva Las Vegas、Anchors Aweigh），淋巴瘤。[22]
- 72 歲的美國電影製片人Mike Todd， Jr. 推出了短命的電影格式 Smell-O-Vision（神秘的氣味），肺癌。[23]
- Čestmír Vycpálek，80歲，捷克足球運動員和經理。
- Louis C. Wyman，85歲，美國政治家（美國新罕布什爾州第一國會選區眾議員），癌症。[24]

### 6日
- 默里·阿達斯金，96歲，加拿大小提琴家、作曲家、指揮家和教師。[25]
- Heinz Arndt，87歲，德裔澳大利亞經濟學家，交通事故。[26]
- 奧蒂斯·布萊克威爾（Otis Blackwell），71歲，美國詞曲作者、歌手和鋼琴家（火球万丈、Don't Be Cruel、All Shook Up、Return to Sender）。[27]
- 小詹姆斯·勞頓·柯林斯（James Lawton Collins Jr.），84歲，美国陆军準將和軍事歷史學家。[28]
- Harry George Drickamer，83歲，美國化學工程師，凝聚態高壓研究的先驅。[29]
- 皮姆·富圖恩（Pim Fortuyn），54歲，荷蘭政治家，遇刺身亡。[30]
- 尚塔·甘地（Shanta Gandhi），84歲，印度戲劇導演、舞蹈家和劇作家。
- Bjørn Johansen，61歲，挪威爵士音樂家。[31]
- Bronisław Pawlik，76歲，波蘭演員，胃癌。[32]
- Saleh Selim，71歲，埃及足球運動員和演員，肝癌。[33]

### 7日
- 凱文·奧科恩（Kevyn Aucoin），40歲，美國化妝師和作家（化妝的藝術、Making Faces、Face Forward），多器官功能障礙綜合症。[34]
- 杜爾加·巴格瓦特（Durga Bhagwat），92歲，印度學者、社會主義者和作家。
- 伯納德·伯羅斯（Bernard Burrows），91歲，英國外交官。[35]
- 尤爾特·鐘斯，91歲，威爾士化學家。[36]
- 罗伯特·坎耐尔（Robert Kanigher），86歲，美國漫畫作家和編輯（神奇女俠、閃電俠、洛克中士）。
- 宮本征勝，63歲，日本足球運動員和經理，肺炎。[37]
- 澤維爾·蒙薩爾瓦奇（Xavier Montsalvatge），90歲，西班牙作曲家和音樂評論家。[38]
- 莫妮卡·辛克萊（Monica Sinclair），77歲，英國歌劇女低音。[39]

### 8日
- 西爾維斯特·巴雷特，75 歲，愛爾蘭政治家（環境部長、國防部長、歐洲議會議員）。[40]
- Basil Chubb，80 歲，英裔愛爾蘭政治學家和作家（《愛爾蘭政府與政治》）。[41]
- 愛德華·傑克遜，76 歲，英國外交官（駐古巴大使、駐比利時大使）。[42]
- 蒂莉·勞恩斯坦，85 歲，德國電影和電視女演員。
- Lou Lombardo，70歲，美國電影剪輯師（The Wild Bunch， McCabe & Mrs. Miller， Moonstruck），中風。[43]
- 艾哈邁德·馬扎爾（Ahmad Mazhar），84歲，埃及演員，肺炎。[44]
- 博伊斯·麥克丹尼爾 （Boyce McDaniel） 現年 84 歲，美國核物理學家，曾參與曼哈頓計劃，心臟病發作。[45]

### 9日
- Dan Devine，77 歲，美式橄欖球運動員和教練（密蘇里州亞利桑那州立大學、綠灣包裝工隊、聖母大學）。[46]
- 羅伯特·萊頓 （Robert Layton），76 歲，加拿大政治家和國會議員（代表 Lachine 和 Lachine——魁北克省聖路易湖的下議院）。[47]
- 萊昂·斯坦（Leon Stein），91歲，美國作曲家和音樂分析家。[48]
- 山姆·沃爾頓，59 歲，美國橄欖球運動員（東德克薩斯州立大學、紐約噴氣機隊、休斯頓油人隊），心臟病發作。[49]

### 10日
- 菲力浦·愛德華·阿切爾，77 歲，迦納律師和首席大法官（1991-1995 年）。
- 凱菲·阿茲米，83歲，印度烏爾都語詩人。[50]
- 琳達·里昂·布洛克（Lynda Lyon Block），54歲，美國被定罪的殺人犯，被電椅處決。
- 喬治·凱茨，90 歲，美國音樂編曲家、指揮家、詞曲作者和唱片製作人。[51]
- John Cunniff，57 歲，美國曲棍球運動員和教練（哈特福德捕鯨人隊、波士頓棕熊隊、新澤西魔鬼隊），食道癌。[52]
- 奧斯丁·卡克（Austen Kark），75歲，英國電視台高管，BBC世界服務（BBC World Service）董事總經理。[53]
- 大衛·里斯曼（David Riesman），92歲，美國社會學家、教育家和美國社會評論員。[54]
- 伊夫·羅伯特 （Yves Robert），81 歲，法國演員、編劇、導演和製片人，腦出血。[55]

### 11日
- 約瑟夫·博南諾 （Joseph Bonanno），97 歲，義大利裔美國黑手黨老大，心臟病發作。[56]
- Renaude Lapointe，90 歲，加拿大記者和政治家。
- 比爾·彼特，87 歲，美國動畫師和編劇（《灰姑娘》、《彼得潘》、《愛麗絲夢遊仙境》）。[57]
- 史蒂夫·拉楚諾克，85 歲，美國棒球運動員（布魯克林道奇隊）。[58]
- 阿比達·蘇丹，88 歲，巴基斯坦公主，納瓦布·哈米杜拉·汗 （Nawab Hamidullah Khan） 的女兒。
- 耶日·塔博（Jerzy Tabeau），83歲，波蘭大屠殺倖存者。
- Nika Turbina，27 歲，蘇聯和俄羅斯詩人，跳樓自殺。[59]

### 12日
- 愛德華·凱里（Edward M. Carey），85歲，美國石油行業高管。[60]
- 理查·喬利（Richard Chorley），74歲，英國地理學家，心臟病發作。[61]
- 盧西亞諾·加萊西（Luciano Galesi），75歲，義大利奧林匹克射擊運動員。[62]
- 布魯斯·漢森，74 歲，紐西蘭奧林匹克馬術運動員。[63]

### 13日
- 克林頓·亞當斯，83 歲，美國藝術家、藝術史學家和羅望子研究所所長，肝癌。[64]
- 艾倫·貝爾（Alan P. Bell），70歲，美國心理學家（金賽研究所）。[65]
- 露絲·克拉克內爾，76 歲，澳大利亞女演員（《母與子》），肺炎。[66]
- George Gordienko，74 歲，加拿大職業摔跤手和藝術家，黑色素瘤。
- 瓦列里·洛巴諾夫斯基（Valeriy Lobanovskyi），63歲，烏克蘭足球教練，中風。
- 道格拉斯·派克（Douglas Pike），77歲，美國歷史學家和越南戰爭學者。[67]
- Morihiro Saito，74 歲，日本合氣道教師，癌症。

### 14日
- 德里克·伯利（Derek Birley），75歲，英國教育家、作家和體育歷史學家。[68]
- Rawshan Jamil，71 歲，孟加拉國女演員和舞蹈家。
- José Lutzenberger，75 歲，巴西農學家和環保主義者，心臟病發作。[69]
- 戈登 J. F. 麥克唐納，72 歲，美國地球物理學家。[70]
- 戴爾·莫雷，83 歲，美國籃球運動員。
- Ray Stricklyn，73 歲，美國演員和公關人員，肺氣腫。[71]

### 15日
- Kofoworola Ademola，88 歲，奈及利亞教育家。
- Bernard Benjamin，92 歲，英國統計學家，人口學領域的領軍人物。[72]
- Darwood Kaye，72 歲，美國童星（Our Gang），肇事逃逸事故。[73]
- 塔季揚娜·奧庫涅夫斯卡婭，88 歲，蘇聯和俄羅斯女演員。
- 布萊恩·普林格爾，67 歲，英國演員。[74]

### 16日
- Shoichi Arai，36 歲，日本職業摔跤推廣人，上吊自殺。
- 亞歷克·坎貝爾 （Alec Campbell），103 歲，澳大利亞第一次世界大戰退伍軍人，澳大利亞最後一位在加里波利戰役中倖存的澳新軍團成員。[75]
- Jim Dewar，59 歲，蘇格蘭音樂家，中風。[76]
- 大迪克·達德利，34 歲，美國職業摔跤手 （ECW），腎功能衰竭。
- 馮健豪，90 歲，香港政治家和商人。[77]
- 薩爾西亞·蘭德曼 （Salcia Landmann），90 歲，烏克蘭猶太裔作家。[78]
- 何塞·雷斯，94 歲，巴西科學家、記者和科學作家。
- 何塞·里斯戈 （José Riesgo），82 歲，西班牙演員。
- Gavril Serfőző，75 歲，羅馬尼亞足球運動員。

### 17日
- 戴夫·伯格，81 歲，美國漫畫家（《瘋狂》、《更輕的一面》），癌症。[79]
- 喬·布萊克，78 歲，美國第一位贏得世界大賽比賽（布魯克林道奇隊、辛辛那提紅腿隊、華盛頓參議員隊）的黑人棒球投手，前列腺癌。[80]
- 埃德溫·阿朗佐·博伊德 （Edwin Alonzo Boyd），88 歲，加拿大銀行劫匪和 1950 年代越獄者（公民黑幫）。[81]
- 詹姆斯·奇賈斯特-克拉克，79 歲，北愛爾蘭政治家，1969 年至 1971 年擔任北愛爾蘭首相。[82]
- 約翰·德·蘭西，80 歲，美國雙簧管演奏家，費城管弦樂團首席雙簧管演奏家和柯蒂斯音樂學院院長。[83]
- 拉斯洛·庫巴拉，74 歲，匈牙利和斯洛伐克足球運動員。
- 莎朗·希利（Sharon Sheeley），62歲，美國詞曲作者。
- 小約翰尼·泰勒，59 歲，美國歌手。[84]
- Aşık Mahzuni Şerif，61 歲，土耳其民間音樂家、作曲家、詩人和作家，患有心力衰竭。[85]
- 諾曼·沃恩（Norman Vaughan），79歲，英國喜劇演員。

### 18日
- 贾米尔莫哈末詹（Jamil Mohd Jan），72岁，马来西亚商人，肺癌。[38]
- 塞爾吉奧·安德列奧利（Sergio Andreoli），80歲，義大利足球運動員。[39]
- 成蕙琳，65歲，朝鮮女演員，最佳，乳腺癌。
- 沃爾夫岡·施奈德漢（Wolfgang Schneiderhan），86歲，奧地利古典小提琴家。[40]
- 大衛·伯伊·史密斯，39歲，英國職業摔跤手，心肌梗塞，心臟病發作。
- Zypora Spaisman，86歲，波蘭裔美國女演員和意第緒語劇院主持人。[41]
- 戈登·沃姆比，68歲，英國演員（《夏日最後的美酒》），癌症。[42]

### 19日
- René de Chambrun，95 歲，法裔美國貴族、律師、商人和作家。[90]
- Raymond Durgnat，69 歲，英國影評人（電影和電影、電影評論、每月電影公報）和作家。[91]
- 赫伯特·法米爾頓，74 歲，紐西蘭高山滑雪運動員（1952 年冬奧會男子滑降、男子大迴轉）。[92]
- 約翰·戈頓，90 歲，澳大利亞第 19 任總理。[93]
- 厄爾·哈蒙德 （Earl Hammond），80 歲，美國配音演員 （Thundercats）。
- 沃爾特·洛德，84 歲，美國歷史學家，帕金森病。[94]
- Otar Lordkipanidze，72 歲，喬治亞考古學家，心臟病發作。
- 朱塞佩·瑪麗亞·斯科特斯 （Giuseppe Maria Scotese），86 歲，義大利編劇和電影導演。
- 布萊恩特·塔克曼，86 歲，美國數學家。

### 20日
- 大衛·亞伯拉罕森，98歲，挪威法醫精神病學家，精神分析學家和作家。[43]
- 倫佐·巴貝拉（Renzo Barbera），82歲，義大利商人和足球主管。
- 傑里·鄧菲（Jerry Dunphy），80歲，美國洛杉磯電視台新聞主播，心臟病發作。[44]
- 史蒂芬·古爾德（Stephen Jay Gould），60歲，美國古生物學家，進化生物學家和科普作家，癌症。[45]
- 桑多爾·科尼亞（Sándor Kónya），78歲，匈牙利男高音。[46]
- 埃伯勒·海森·舒爾茨（Eberle Hynson Schultz），84歲，美式足球運動員。[47]

### 21日
- 羅傑斯·奧爾布里頓（Rogers Albritton），78歲，美國哲學家，肺氣腫。[48]
- 喬·科布（Joe Cobb），86歲，美國童星，在《我們的幫派》喜劇中飾演最初的“胖男孩”。[49]
- 蜜雪兒·格羅斯克勞德（Michel Grosclaude），75歲，法國語言學家，語法和詞典編纂著作的作者。[50]
- Andrzej Herder，64歲，波蘭電影和戲劇演員。
- 羅伊·保羅，82歲，威爾士足球運動員。
- Niki de Saint Phalle，71歲，法國藝術家，肺氣腫。[51]
- 鮑勃·波瑟（Bob Poser），92歲，美國棒球運動員（芝加哥白襪隊，聖路易斯布朗隊）。[52]

### 22日
- 弗里茨·阿克利（Fritz Ackley），65歲，美國棒球運動員（芝加哥白襪隊）。[53]
- 蘇丹·艾哈邁德（Sultan Ahmed），64歲，印度電影導演和製片人。
- 喬·卡斯卡雷拉（Joe Cascarella），94歲，美國棒球運動員（費城田徑隊、波士頓紅襪隊、華盛頓參議員隊、辛辛那提紅人隊）。[54]
- 保羅·吉爾，69歲，美國棒球運動員（紐約/舊金山巨人隊、匹茲堡海盜隊、明尼蘇達雙城隊）。[55]
- 沃倫·哈克（Warren Hacker），77歲，美國棒球運動員（芝加哥小熊隊、辛辛那提紅腿隊、費城費城人隊、芝加哥白襪隊）。[56]
- 迪克·赫恩（Dick Hern），81歲，英國賽馬訓練師。
- 弗里茨·希普勒（Fritz Hippler），92歲，德國電影製片人。[57]
- 克賴頓·米勒（Creighton Miller），79歲，美式橄欖球運動員和律師，心臟病發作。[58]
- 亞歷山德魯·托迪亞（Alexandru Todea），89歲，羅馬尼亞希臘天主教樞機主教。
- 派翠克·沃裡格-戈登（Patrick Wolrige-Gordon），66歲，英國（蘇格蘭）政治家（東亞伯丁郡議會議員）。[59]

### 23日
- 翁貝托·賓迪（Umberto Bindi），70歲，義大利創作歌手，心臟病患者。[60]
- 沃利·弗洛哈特（Wally Fromhart），89歲，美式橄欖球運動員和教練。
- 帖木兒·諾維科夫，43歲，俄羅斯視覺藝術家、設計師、藝術理論家、哲學家和音樂家，肺炎。[61]
- 山姆·斯內德（Sam Snead），89歲，美國高爾夫球手，中風併發症。[62]
- 多蘿西·斯賓塞（Dorothy Spencer），93歲，美國電影剪輯師（《驛馬車》《埃及艷后》《地震》）。[63]

### 24日
- 約瑟夫·鮑（Joseph Bau），81歲，波蘭裔以色列藝術家，哲學家，動畫師，喜劇演員和詩人，肺炎。[64]
- 蘇茜·加勒特（Susie Garrett），72歲，美國女演員（Punky Brewster）和爵士歌手，癌症。[65]
- Antonia Pantoja，79歲，波多黎各教育家、女權主義者和民權領袖，癌症患者。[66]
- 伊藤俊人，40歲，日本演員，蛛網膜下腔出血。
- 习仲勋，88歲，中國共產黨革命家。

### 25日
- 派特·庫姆斯（Pat Coombs），75歲，英國女演員（Till Death Us Do Part，EastEnders，Ooh...你太可怕了），肺氣腫。[67]
- 巴特·德·格拉夫（Bart de Graaff），35歲，荷蘭電視節目主持人/製片人，廣播網路BNN的創始人，腎衰竭。[68]
- Ștefan Augustin Doinaș，80歲，羅馬尼亞新古典主義詩人，心力衰竭。[69]
- 佐兰·扬科维奇，62歲，南斯拉夫奧運水球運動員（1964年銀牌，1968年金牌，1972年），肝癌。[70]
- 蜜雪兒·喬伯特（Michel Jobert），80歲，法國政治家，腦溢血。
- 帕爾-尼爾斯·尼爾森（Pål-Nils Nilsson），72歲，瑞典攝影師和電影製片人。
- 內森·曼特爾（Nathan Mantel），83歲，美國生物統計學家，心臟病發作。[71]
- 傑克·波拉德（Jack Pollard），75歲，澳大利亞體育記者，中風。[72]

### 26日
- Jon Bannenberg，英裔澳大利亞遊艇設計師，腦癌。
- 弗洛拉·刘易斯（Flora Lewis），84歲，美國記者（《華盛頓郵報》，《紐約時報》），癌症。[73]
- 伊沃·馬切克（Ivo Maček），88歲，克羅埃西亞鋼琴家、作曲家和學者。
- 約翰·亞歷山大·摩爾（John Alexander Moore），86歲，美國生物學家。[74]
- 維森特·內布拉達（Vicente Nebrada），72歲，委內瑞拉舞蹈家和編舞家，癌症。[75]
- Jean-Jacques Petter，74歲，法國靈長類動物學家。
- Mamo Wolde，69歲，衣索比亞奧運長跑運動員（1968年金牌，1968年銀牌，1972年銅牌），肝癌。[76]

### 27日
- 瑪喬麗·奧吉爾維·安德森（Marjorie Ogilvie Anderson），93歲，蘇格蘭歷史學家和古文字學家。[77]
- 第14代達德利男爵夫人芭芭拉·漢密爾頓（Barbara Hamilton），95歲，英國貴族，上議院議員。[78]
- 雷·馬修（Ray Mathew），73歲，澳大利亞作家。[79]
- 維塔利·索洛明（Vitaly Solomin），60歲，蘇聯和俄羅斯演員，導演和編劇，中風。[80]

### 28日
- 易卜拉欣·烏拉伊德（Ibrahim al-Urayyid），94歲，巴林作家和詩人。[81]
- 拿破崙·比斯利（Napoleon Beazley），25歲，美國少年犯，被注射死刑。
- 米爾德里德·本森（Mildred Benson），96歲，美國記者和兒童讀物（Nancy Drew Mystery Stories）的作者，肺癌。[82]
- Jean Berger，92歲，德裔美國作曲家和指揮家。[83]
- 魯比·布蘭得利（Ruby Bradley），94歲，美國陸軍上校，也是軍事史上獲得勳章最多的女性之一。[84]
- 諾曼·金（Norman King），87歲，紐西蘭政治家和內閣部長。
- 大衛·派克·雷（David Parker Ray），62歲，美國連環殺手，心臟病發作。
- 韋斯·韋斯特魯姆，79歲，美國棒球運動員（紐約巨人隊）和經理（紐約大都會隊，三藩市巨人隊），癌症。[85]
- 羅斯季斯拉夫·尤列涅夫（Rostislav Yurenev），90歲，蘇聯和俄羅斯電影評論家和教師。

### 29日
- 斯坦·邊沁，87歲，英國足球運動員，阿爾茨海默病。[86]
- Gunnar Jarring，94歲，瑞典外交官和突厥學家。[87]
- 桑多爾·馬特拉伊（Sándor Mátrai），69歲，匈牙利足球運動員。[88]
- 謝爾·阿裡·汗·帕塔迪（Sher Ali Khan Pataudi），89歲，巴基斯坦政治家和外交官。
- Elémire Zolla，75歲，義大利散文家、哲學家和歷史學家。[89]

### 30日
- Kees Boertien，74歲，荷蘭政治家（基督教民主呼籲）和法學家。[90]
- 肯尼·克拉多克（Kenny Craddock），52歲，英國樂器演奏家（林戈·斯塔爾（Ringo Starr），金傑·貝克（Ginger Baker），格裡·拉弗蒂（Gerry Rafferty），作曲家和製作人，車禍。[91]
- 約翰·基恩（John B. Keane），73歲，愛爾蘭劇作家、小說家和散文家，前列腺癌。[92]
- 馬里奧·拉戈（Mario Lago），90歲，巴西律師，詩人，作曲家和演員，肺炎。[93]
- 沃爾特·萊爾德（Walter Laird），81歲，英國交際舞演員。

### 31日
- 傑里米·佈雷（Jeremy Bray），71歲，英國政治家（代表米德爾斯堡西部、馬瑟韋爾和威肖以及馬瑟韋爾南部的國會議員）。[94]
- Subhash Gupte，72歲，印度板球運動員。[95]
- 埃莉諾·威爾遜（Eleanor D. Wilson），93歲，美國女演員（《週末》《愛麗絲餐廳》《紅人》）和藝術家。[96]